# Władimir Riekunow
Władimir Walerianowicz Riekunow (ros. Владимир Валерианович Рекунов) – rosyjski brydżysta, World International Master (WBF).
Andriej Szudniew był:
- w latach 2001 i 2002 niegrającym kapitanem reprezentacji kobiet Rosji,
- w  roku 2008 na olimpiadzie w Pekinie niegrającym kapitanem reprezentacji kobiet Łotwy,
- w roku 2010 na mistrzostwach Europy trenerem reprezentacji open Łotwy.

## Wyniki brydżowe

### Olimpiady
Na olimpiadach uzyskał następujące rezultaty:
| Olimpiady brydżowe. Zawody teamów | Olimpiady brydżowe. Zawody teamów | Olimpiady brydżowe. Zawody teamów | Olimpiady brydżowe. Zawody teamów | Olimpiady brydżowe. Zawody teamów | Olimpiady brydżowe. Zawody teamów |
| Rok                               | Miejsce                           | Zawody                            | Kategoria                         | Drużyna                           | Pozycja                           |
| --------------------------------- | --------------------------------- | --------------------------------- | --------------------------------- | --------------------------------- | --------------------------------- |
| 2004                              | Stambuł                           | 12. Olimpiada Teamów              | Open                              | Russia                            | 3                                 |
| 2000                              | Maastricht                        | 11. Olimpiada Brydżowa            | Open                              | Russia                            | 9                                 |

### Zawody światowe
W światowych zawodach zdobył następujące lokaty:
| Mistrzostwa Świata. Konkurencja teamów | Mistrzostwa Świata. Konkurencja teamów | Mistrzostwa Świata. Konkurencja teamów | Mistrzostwa Świata. Konkurencja teamów | Mistrzostwa Świata. Konkurencja teamów | Mistrzostwa Świata. Konkurencja teamów |
| Rok                                    | Miejsce                                | Zawody                                 | Kategoria                              | Drużyna                                | Pozycja                                |
| -------------------------------------- | -------------------------------------- | -------------------------------------- | -------------------------------------- | -------------------------------------- | -------------------------------------- |
| 2006                                   | Werona                                 | 12. Mistrzostwa Świata                 | Open                                   | Russia                                 | 17                                     |
| 1997                                   | Hammamet                               | 33. Mistrzostwa Świata Teamów          | Trans                                  | Rekunov                                | 45                                     |

### Zawody europejskie
W europejskich zawodach zdobył następujące lokaty:
| Zawody europejskie. Konkurencja teamów | Zawody europejskie. Konkurencja teamów | Zawody europejskie. Konkurencja teamów | Zawody europejskie. Konkurencja teamów | Zawody europejskie. Konkurencja teamów | Zawody europejskie. Konkurencja teamów |
| Rok                                    | Miejsce                                | Zawody                                 | Kategoria                              | Drużyna                                | Pozycja                                |
| -------------------------------------- | -------------------------------------- | -------------------------------------- | -------------------------------------- | -------------------------------------- | -------------------------------------- |
| 2006                                   | Warszawa                               | 48. Mistrzostwa Europy Teamów          | Open                                   | Russia                                 | 18                                     |
| 2005                                   | Teneryfa                               | 2. Otwarte Mistrzostwa Europy          | Open                                   | Rekunov                                | 61                                     |
| 2004                                   | Barcelona                              | 3. Puchar Europy                       | Open                                   | BCZM-Russia                            | 10                                     |
| 1995                                   | Vilamoura                              | 42. Mistrzostwa Europy Teamów          | Open                                   | Russia                                 | 21                                     |

| Zawody europejskie. Konkurencja par | Zawody europejskie. Konkurencja par | Zawody europejskie. Konkurencja par | Zawody europejskie. Konkurencja par | Zawody europejskie. Konkurencja par | Zawody europejskie. Konkurencja par |
| Rok                                 | Miejsce                             | Zawody                              | Kategoria                           | Partner                             | Pozycja                             |
| ----------------------------------- | ----------------------------------- | ----------------------------------- | ----------------------------------- | ----------------------------------- | ----------------------------------- |
| 2005                                | Teneryfa                            | 2. Otwarte Mistrzostwa Europy       | Open                                | Jewgienij Sołncew                   | 153                                 |
| 1995                                | Rzym                                | 8. Mistrzostwa Europy Par           | Open                                | Leonid Karietnikow                  | 249                                 |

## Klasyfikacja
- Władimir Riekunow – klasyfikacja WBF (ang.)
- Władimir Riekunow – klasyfikacja EBL (ang.)
- Władimir Riekunow – klasyfikacja FSBR (ros.)